# Terre du Prince héritier Christian
La terre du Prince héritier Christian (en danois : Kronprins Christian Land et en anglais : Crown Prince Christian Land) est une grande péninsule du nord du Groenland.
Elle fait partie de la terre du roi Frédéric VIII et appartient administrativement au parc national du Nord-Est du Groenland.
Il a été nommé d'après le prince héritier Christian, plus tard connu comme Christian X, par l'expédition du Danmark de 1906-1908.